# Töddesjön
Töddesjön är en sjö i Halmstads kommun i Halland och ingår i Fylleåns huvudavrinningsområde. Sjön är 12 meter djup, har en yta på 0,21 kvadratkilometer och befinner sig 64,3 meter över havet. Sjön avvattnas av vattendraget Fylleån. Vid provfiske har abborre, braxen, gädda och mört fångats i sjön.

## Delavrinningsområde
Töddesjön ingår i det delavrinningsområde (629433-133899) som SMHI kallar för Utloppet av Töddesjön. Medelhöjden är 104 meter över havet och ytan är 1,73 kvadratkilometer. Räknas de 26 avrinningsområdena uppströms in blir den ackumulerade arean 174,52 kvadratkilometer. Avrinningsområdets utflöde Fylleån mynnar i havet. Avrinningsområdet består mestadels av skog (64 %) och jordbruk (16 %). Avrinningsområdet har 0,22 kvadratkilometer vattenytor vilket ger det en sjöprocent på 12,6 %.